# Solraig clapejat
El solraig clapejat (Carcharias taurus) és una espècie tauró lamniforme de la família dels odontaspídis que engoleix aire a la superfície i el guarda a l'estómac per aconseguir, gairebé, la flotabilitat neutra.

## Descripció
- Cos allargat i robust.
- Musell curt, cònic i aplanat.
- Sense membrana nictitant.
- Amb cinc parells de fenedures branquials.
- Dues aletes dorsals de mida similar, la primera situada bastant enrere respecte a la inserció de les pectorals.
- La seua coloració va del marró fosc grisós al dors, i gris clar a la panxa.
- Presenta una distribució irregular de taques fosques per tot el cos, sobretot en l'individu jove.
- Assoleix un màxim de 318 cm de longitud total.
- El mascle madura sexualment als 220-257 cm o més; la femella entre els 220 i els 300 cm o més.
- Pot arribar a pesar uns 180 kg.

## Hàbitat
Individu solitari o en petits grups. Ocupa els fons sorrencs de la plataforma continental, fins als 200 m de fondària, però també se'l pot trobar nedant lentament entre dues aigües, sobretot al capvespre que és quan és més actiu.

## Alimentació
És un animal que s'allunya de la costa per alimentar-se. Segons observacions fetes, pot caçar en grup. Menja tota mena de peixos com el tallahams, el bonítol, el lluç, l'anguila, petits taurons, rajades, calamars, pops i crancs.

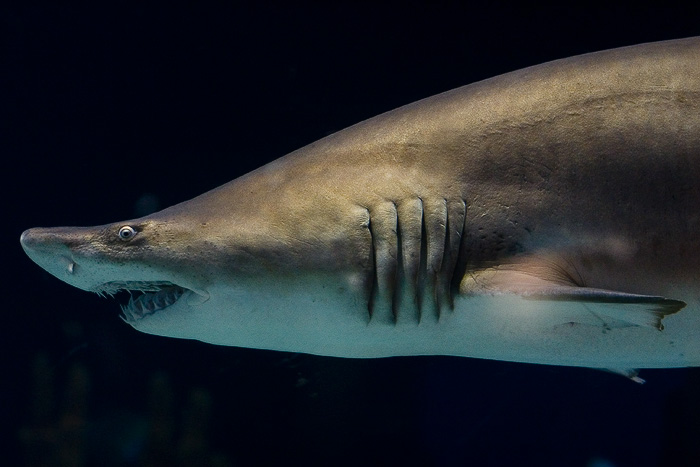
Solraig clapejat del Parc Zoològic de Minnesota, Estats Units.

## Reproducció
És ovovivípar aplacentari. Practica l'oofàgia i el canibalisme intrauterí. Els òvuls fecundants s'inclouen en grups de 16 a 23 en càpsules ovígeres, d'aquests tan sols un individu en sortirà viu, ja que després de reabsorbir el seu sac vitel·lí, quan l'embrió té 17 cm i amb la dentició ja funcional, devora els altres òvuls i embrions més petits que ell. Quan té 26 cm l'embrió pot nedar dins de l'úter. A l'hivern, després de 8 o 9 mesos de gestació, neixen dues cries, una de cada úter, quan fan 100 cm de longitud aproximadament.

## Aprofitament
Rarament capturat, no té cap interès pesquer.